# Min Ko Naing
Min Ko Naing, właśc. Paw Oo Tun (ur. 18 października 1962) – mjanmański działacz pro-demokratyczny. The New York Times nazwał go "drugim pod względem ważności opozycjonistą po Aung San Suu Kyi".

## Życiorys
Urodzony 18 października 1962 w Rangun jako trzeci syn z małżeństwa Thet Nyunt i Hla Kyi. Polityką zainteresował się w czasie studiowania zoologii na Uniwersytecie Rangun. Angażował się w sprawy uniwersyteckie, działał politycznie. Wraz z kolegami założył grupę, gdzie rozmawiali na tematy polityczne.
16 marca 1988 zorganizował zjazd 3000 studentów, gdzie wypowiadał się na temat roli studenckich protestów w historii Birmy. W czasie marszu na miejsce, gdzie 4 dni wcześniej zastrzelony został Phone Maw napotkali barykady policyjne. W wyniku walki z policją kilku studentów zginęło, a wielu zostało zaaresztowanych.
Wraz z innymi działaczami w imieniu ABSFU nawoływali do kolejnych protestów, w tym najważniejszego z dnia 8 sierpnia. Naing zaaranżował przemowę Aung San Suu Kyi w Szwedagonie. Potem był zmuszony do ukrywania się i podróżowania z jednego domu do drugiego. Mimo tego, został złapany po kilku miesiącach ukrywania się i skazany na 20 lat więzienia, lecz w styczniu 1993 zamieniono wyrok na 10 lat. Został wypuszczony na wolność 19 listopada 2004 roku.
Po krótkim ponownym pobycie w więzieniu w 2006 roku pomógł założyć Grupę Studentów Pokolenia 88. Pobyt na wolności nie trwał długo, bo 21 września 2007 roku wraz z trzynastoma innymi działaczami został znowu zatrzymany. 11 listopada 2008 roku dostał wyrok 65 lat pozbawienia wolności. Wypuszczony jednak został 13 stycznia 2012 roku.
Zdobył wiele międzynarodowych nagród, w tym nagrodę od amerykańskiego National Endowment for Democracy, lecz nie przybył na ceremonię rozdania, by okazać solidarność z innymi aktywistami, którym zostały odebrane wizy do USA. Powiedział wtedy, że "doceniam wartość narody danej przez NDE, lecz zdecydowałem nie lecieć do Waszyngtonu, by to zaakceptować".